# Marion Graves Anthon Fish
Marion Graves Anthon Fish, apodada "Mamie" (Castleton, 8 de junio de 1853 - Glenclyffe, 25 de mayo de 1915), usualmente llamada por sus contemporáneos como Sra. Stuyvesant Fish, fue una socialite estadounidense de la Era Dorada. Ella y su esposo Stuyvesant Fish, mantuvieron masiones en Nueva York y Newport.